# LW (レーダー)
LWシリーズは、オランダのシグナール社（現在のタレス・ネーデルラント社）が開発した2次元レーダーのシリーズ。長距離での対空警戒を目的としたLバンドレーダーであり、「L」は空を意味する"Lucht"、「W」は警戒を意味する"wacht"に由来する。

## 概要
第1世代としては、巡洋艦向けのLW-01と駆逐艦向けのLW-02が開発された。LW-01は、メーカー呼称ではSGR-114/06と称されており、11メートル×4.88メートルという巨大なアンテナによって、幅1度という鋭いビームを生成することができた。LW-02は、メーカー呼称ではSGR-114/12と称されており、アンテナは7.8メートル×4.25メートルに小型化されて、ビーム幅は2.2度となった。また、LW-02を元にアンテナ回転速度を変更した派生型としてLW-03も開発されたほか、カナダでは、LW-03のアンテナとAN/SPS-12の送信機を組み合わせたSPS-501が開発された。
LW-02/03の後継とされたのがLW-04である。楕円形アンテナを採用しており、また、デジタル式の移動目標表示（MTI）技術が導入されている。最大探知距離は、レーダー断面積2m²の目標に対して222km（高度16,764m）であった。
LW-05は発表されておらず、LW-06およびLW-07は地上用である。
第3世代機として発表されたのがLW-08である。LW-07と同じパルス圧縮技術が適用されており、35,69マイクロ秒のパルスから、短距離分解能を重視して、長いチャープを伴う1マイクロ秒のパルスに圧縮されている。また、本機のピーク出力は150キロワットと比較的低いにもかかわらず、平均出力は5.1キロワットとかなり高い部類に属する。この平均出力は、パルス幅1マイクロ秒、PRF 1,000ppsの通常のレーダーであれば、ピーク出力5.1メガワットに相当するものである。最大探知距離は、レーダー断面積2m²の目標に対して269km（高度25,900m）、最低探知距離は2kmであった。また、探知可能な目標の最大速度はマッハ5である。
なお、カナダ海軍ではSPQ-502として制式化されているほか、民生用の航空交通管制レーダーとしてはLAR-2と称されている。インドの国営軍需メーカーであるバーラト・エレクトロニクスにおいてもRAWL-02の名称でライセンス生産され、インド海軍の艦船にも広く採用されている。また、イギリスの1022型レーダーは、本機の送信機と、マルコーニ社製のより鋭いビームを形成できるアンテナを組み合わせたものである。
|                   | LW-02                            | LW-08                             |
| ----------------- | -------------------------------- | --------------------------------- |
| 周波数            | Lバンド                          | Lバンド                           |
| ビーム幅          | 2.2度                            | 2.2度                             |
| ピーク出力        | 500kW                            | 150kW                             |
| ゲイン            | 31dB                             | 30dB                              |
| パルス幅          | (a) 2マイクロ秒 (b) 5マイクロ秒  | (a) 35マイクロ秒 (b) 69マイクロ秒 |
| PRF               | (a) 500pps/(b) 250pps            | (a) 1,000pps/(b) 500pps           |
| 最大探知距離/高度 | 185km/18,000m （航空機に対して） | 269km/25,900m （RCS 2m²の場合）   |
| 精度              | n/a                              | 測角：2.2度 測距：91m             |
| アンテナ回転速度  | 1-10rpm                          | 7.5/15rpm                         |
| アンテナ寸法      | 7.8×4.25m                        | 7.9×4.85m                         |
| アンテナ重量      | 953kg                            | 1,500kg                           |

## 採用国と搭載艦
アラブ首長国連邦海軍
- コルテノール級フリゲート（LW-08）

 イギリス海軍
- インヴィンシブル級航空母艦（1022型）
- 82型駆逐艦（1022型; 965型から換装）
- 42型駆逐艦（1022型; 965型から換装）

 インド海軍
- 空母「ヴィラート」（RAWL-02）
- ラージプート級駆逐艦（RAWL-02）
（「ラーナ」「ランジート」のみ）
- デリー級駆逐艦（RAWL-02）
- コルカタ級駆逐艦（RAWL-02）
- ニルギリ級フリゲート（RAWL-02）
- ゴーダーヴァリ級フリゲート（RAWL-02）
- ブラマプトラ級フリゲート（RAWL-02）
- カモルタ級コルベット（RAWL-02）

 インドネシア海軍
- アフマド・ヤニ級フリゲート（LW-03）

 オーストラリア海軍
- リバー級護衛駆逐艦（LW-02）

 オランダ海軍
- 空母「カレル・ドールマン」（LW-01）
- デ・ロイテル級巡洋艦（LW-01）
- ホラント級駆逐艦（LW-02）
- フリースラント級駆逐艦（LW-02）
- ファン・スペイク級フリゲート（LW-02→03）
- コルテノール級フリゲート（LW-08）
- カレル・ドールマン級フリゲート（LW-08）
- ヤコブ・ファン・ヘームスケルク級フリゲート（LW-08）

 カナダ海軍
- 空母「ボナヴェンチャー」（AN/SPS-12→SPS-501）
- イロクォイ級ミサイル駆逐艦（SPS-501→SPQ-502）

 ギリシャ海軍
- エリ級フリゲート（LW-08）

 スウェーデン海軍
- ハッランド級駆逐艦（LW-03）

 タイ海軍
- ナレースワン級フリゲート（LW-08）

 チリ海軍
- カレル・ドールマン級フリゲート（LW-08）
- ヤコブ・ファン・ヘームスケルク級フリゲート（LW-08）

 ドイツ海軍
- ハンブルク級駆逐艦（LW-04）
- ブランデンブルク級フリゲート（LW-08）

 ニュージーランド海軍
- リアンダー級フリゲート「カンタベリー」（LW-08）

 ペルー海軍
- デ・ロイテル級巡洋艦
  - 「アギーレ」（LW-02）
  - 「アルミランテ・グラウ」（LW-08）

 ベルギー海軍
- カレル・ドールマン級フリゲート（LW-08）

 ポルトガル海軍
- カレル・ドールマン級フリゲート（LW-08）

 マレーシア海軍
- フリゲート「ラフマト」（LW-02）

 ミャンマー海軍
- フリゲート「アウンゼーヤ」（RAWL-02）
- チャンシッター級フリゲート（RAWL-02）